# Санто Стефано дел Соле
Санто Стефано дел Соле (итал. Santo Stefano del Sole) је насеље у Италији у округу Авелино, региону Кампанија.
Према процени из 2011. у насељу је живело 547 становника. Насеље се налази на надморској висини од 485 м.

## Становништво
Према резултатима пописа становништва 2011. у општини је живело 2.189 становника.
| 1931. | 1936. | 1951. | 1961. | 1971. | 1981. | 1991. | 2001. | 2011. |
| ----- | ----- | ----- | ----- | ----- | ----- | ----- | ----- | ----- |
| 1.756 | 1.859 | 2.074 | 1.799 | 1.421 | 1.583 | 1.797 | 1.927 | 2.189 |